# Dżentelmeni
Dżentelmeni (ang. The Gentlemen) – amerykańsko-brytyjska komedia kryminalna z 2019 roku w reżyserii Guya Ritchiego. Zdjęcia kręcono w Londynie.

## Obsada
- Matthew McConaughey jako  Mickey Pearson
- Charlie Hunnam jako Ray
- Hugh Grant jako  Fletcher[1]
- Colin Farrell jako Trener
- Henry Golding jako Suche Oko
- Jeremy Strong jako Matthew
- Michelle Dockery jako Rosalind Pearson[2]
- Eliot Sumner jako Laura Pressfield

## Nagrody i nominacje
- 2021 - nominacja do  nagrody Saturn w kategorii najlepszy film akcji-przygodowy[3].